# British Independent Film Awards 2013
La cerimonia di premiazione della 16ª edizione dei British Independent Film Awards si è svolta l'8 dicembre 2013 all'Old Billingsgate di Londra ed è stata presentata dall'attore James Nesbitt.
Le candidature sono state annunciate l'11 novembre 2013 a St Martins Lane. Il maggior numero di candidature (otto) è stato ottenuto da Starred Up.
Metro Manila ha vinto i premi per miglior film, miglior regista e miglior produzione.

## Vincitori e candidati
I vincitori sono indicati in grassetto.

### Miglior film indipendente britannico
- Metro Manila, regia di Sean Ellis
- Starred Up, regia di David Mackenzie
- Le Week-end, regia di Roger Michell
- Philomena, regia di Stephen Frears
- Il gigante egoista (The Selfish Giant), regia di Clio Barnard

### Miglior regista
- Sean Ellis - Metro Manila
- Jon S. Baird - Filth
- Clio Barnard - Il gigante egoista (The Selfish Giant)
- Jonathan Glazer - Under the Skin
- David Mackenzie - Starred Up

### Premio Douglas Hickox al miglior regista esordiente
- Paul Wright - Il superstite (For Those in Peril)
- Charlie Cattrall - Titus
- Tina Gharavi - I Am Nasrine
- Jeremy Lovering - In Fear
- Omid Nooshin - Last Passenger

### Miglior sceneggiatura
- Steven Knight - Locke
- Jonathan Asser - Starred Up
- Clio Barnard - Il gigante egoista (The Selfish Giant)
- Hanif Kureishi - Le Week-end
- Steve Coogan e Jeff Pope - Philomena

### Miglior attrice
- Lindsay Duncan - Le Week-end
- Judi Dench - Philomena
- Scarlett Johansson - Under the Skin
- Felicity Jones - The Invisible Woman
- Saoirse Ronan - How I Live Now

### Miglior attore
- James McAvoy - Filth
- Jim Broadbent - Le Week-end
- Steve Coogan - Philomena
- Tom Hardy - Locke
- Jack O'Connell - Starred Up

### Miglior attrice non protagonista
- Imogen Poots - The Look of Love
- Siobhan Finneran - Il gigante egoista (The Selfish Giant)
- Shirley Henderson - Filth
- Kristin Scott Thomas - The Invisible Woman
- Mia Wasikowska - The Double

### Miglior attore non protagonista
- Ben Mendelsohn - Starred Up
- John Arcilla - Metro Manila
- Rupert Friend - Starred Up
- Jeff Goldblum - Le Week-end
- Eddie Marsan - Filth

### Miglior esordiente
- Chloe Pirrie - Shell
- Harley Bird - How I Live Now
- Conner Chapman e Shaun Thomas - Il gigante egoista (The Selfish Giant)
- Caity Lotz - The Machine
- Jake Macapagal - Metro Manila

### Miglior produzione
- Metro Manila, regia di Sean Ellis
- A Field In England, regia di Ben Wheatley
- Filth, regia di Jon S. Baird
- Il gigante egoista (The Selfish Giant), regia di Clio Barnard
- Starred Up, regia di David Mackenzie

### Miglior contributo tecnico
- Amy Hubbard (casting) - Il gigante egoista (The Selfish Giant)
- Shaheen Baig - Starred Up
- Johnnie Burn (sonoro) - Under the Skin
- Mica Levi (musica) - Under the Skin
- Justine Wright (montaggio) - Locke

### Miglior documentario britannico
- Pussy Riot - A Punk Prayer, regia di Mike Lerner e Maxim Pozdorovkin
- The Spirit of '45, regia di Ken Loach
- The Stone Roses: Made of Stone, regia di Shane Meadows
- The Great Hip Hop Hoax, regia di Jeanie Finlay
- The Moo Man, regia di Andy Heathcote ed Heike Bachelier

### Miglior cortometraggio britannico
- Z1, regia di Gabriel Gauchet
- Dylan's Room, regia di Layke Anderson
- L'Assenza, regia di Jonathan Romney
- Jonah, regia di Kibwe Tavares
- Dr. Easy, regia di Jason Groves, Chris Harding e Richard Kenworthy

### Miglior film indipendente internazionale
- La vita di Adele (La Vie d'Adèle - Chapitres 1 & 2), regia di Abdellatif Kechiche
- La grande bellezza, regia di Paolo Sorrentino
- Frances Ha, regia di Noah Baumbach
- Blue Jasmine, regia di Woody Allen
- La bicicletta verde (Wadjda), regia di Haifaa Al-Mansour

### Premio Raindance
- The Machine, regia di Caradog W. James
- Sleeping Dogs, regia di Floris Ramaekers
- Titus, regia di Charlie Cattrall
- Everyone's Going to Die, regia di Jones
- The Patrol, regia di Tom Petch

### Premio Richard Harris
- Julie Walters

### Premio Variety
- Paul Greengrass

### Premio speciale della giuria
- Sixteen Films & Friends (AKA Team Loach)